# Sture Centerwall
Frans Gustaf Sture Centerwall, född 5 januari 1887 i Landskrona, död 30 oktober 1964 i Malmö, var en svensk jurist, som var konsultativt statsråd (opolitisk) 19 juni till 28 september 1936 och MO (militieombudsman) 1936–1941.
Sture Centerwall är begravd på Norra begravningsplatsen utanför Stockholm.